# 西洋乡
西洋乡，為中華民國福建省連江縣所轄之已废除的鄉級行政區划，其主要岛屿及行政中心为西洋岛，同时管辖西洋岛附近的一系列附属岛屿。
唐朝之前属温麻县，连江建县后属连江县。北宋元豐四年（1081年），西洋乡辖境属福建路连江县永福乡崇德里，元朝起属二十六都，由于交通不便，此前的朝代并未在当地设立行政机构，仅有军事驻防。明初，来自长乐、连江等地的渔民来西洋岛上定居，岛民逐渐增多，到嘉靖年间，由于倭寇侵扰福建沿海，当局在岛上设立了岗哨和用于报警的烟墩；郑成功收复台湾后，因时常将馬祖列島作为反清复明的基地，清政府遂于顺治八年（1661年）对岛民实施内迁和海禁政策，西洋岛一度成为荒岛，直到康熙十九年（1680年）才重新开始有岛民定居。:134
清朝至民国中期，西洋乡均属连江县第八区，福建省在西洋岛设立西洋乡。1940年6月被日本「福建和平救國軍」第二集團軍佔領:26，抗日战争结束后，西洋乡。第二次国共内战末期，国军失去中国大陆治权，1949年9月1日，馬祖守備區指揮部成立，隸屬臺灣警備總司令部。1953年，西洋岛由中国人民解放军所占领并划归霞浦县管辖，改设霞浦县海岛乡，而马祖列岛和東湧島仍由中華民國实际管辖。

## 行政區劃
- 辛亥革命後，民國初年沿襲清制，連江縣設17區，並增設西洋與馬祖兩區。
- 1928年9月，實施縣組織法，設西洋村，旋即改為西洋鄉，並有4個附鄉。[1]:98
- 1935年8月，實施保甲制度，與竿塘合設竿西聯保，不久分為西洋聯保。[3]:334
- 1936年11月15日，東湧島自霞浦縣劃入連江縣管轄。[1]:33
- 1940年初，實施新縣制，改西洋聯保為鄉鎮。[1]:99
- 1949年，全鄉下轄6保67甲，包含東橋保、南街保、中心保、西台保、北澳保、東湧保。[1]:101
- 1950年，馬祖行政公署設置西洋、東湧等八區，下設村（街）、伍，西洋與東湧至此分治。
- 1953年7月13日，解放軍佔領西洋島。[2]:34
- 1954年11月29日，成立海島區，為霞浦縣管轄。[2]:34